# Yannick Djaló
Yannick Djaló (Bissau, 5 maggio 1986) è un ex calciatore guineense naturalizzato portoghese di ruolo attaccante.

## Carriera

### Club
A seguito del trasferimento al Nizza avvenuto l'ultimo giorno di calciomercato nel 2011, il Tas di Losanna ha confermato la decisione della FIFA di annullare il trasferimento al Nizza in quanto completato pochi minuti dopo il termine della mezzanotte del 31 agosto. L'attaccante rimane fuori rosa. Firma nel gennaio 2012 con il Benfica.
Per la stagione successiva viene mandato in prestito ai francesi del Tolosa dove tuttavia non riesce a trovare molto spazio collezionando 17 presenze in campionato.
Viene inizialmente confermato al Benfica l'anno successivo, salvo poi essere ceduto in prestito al San Jose Earthquakes il 10 marzo fino al termine della stagione.

## Palmarès

### Club
- Coppa del Portogallo: 2

Sporting Lisbona: 2006-2007, 2007-2008
- Supercoppa di Portogallo: 2

Sporting Lisbona: 2007, 2008

### Individuale
- Miglior giocatore della Supercoppa di Portogallo: 1

2008